# Július Hudáček
Július Hudáček (* 9. August 1988 in Spišská Nová Ves, Tschechoslowakei) ist ein slowakischer Eishockeytorwart, der seit Juli 2025 bei den Dresdner Eislöwen aus der Deutschen Eishockey Liga (DEL) unter Vertrag steht. Zuvor absolvierte Hudáček unter anderem über 250 Partien in der Kontinentalen Hockey-Liga (KHL) und gewann mit dem HC Košice zwischen 2009 und 2011 dreimal in Folge die slowakische Meisterschaft. Sein jüngerer Bruder Libor Hudáček ist ebenfalls professioneller Eishockeyspieler.

## Karriere
Július Hudáček begann seine Karriere in seiner Heimatstadt beim HK Spišská Nová Ves, bevor er 2004 für eine Saison zum HK ŠKP Poprad wechselte. Für Poprad spielte er in der U18-Junioren-Extraliga der Slowakei. Im Sommer 2005 kehrte er zu seinem Stammverein nach Spišská Nová Ves zurück und spielte weiterhin für dessen Nachwuchsmannschaften. Vor der Saison 2007/08 wechselte der Torwart zum HK Orange 20, dem ausschließlich Mitglieder der U20-Junioren-Nationalmannschaft angehörten und an der slowakischen Extraliga teilnahm. In den Playoffs zum Saisonende debütierte Hudáček auch in der Profimannschaft des HK Spišská Nová Ves in der zweitklassigen 1. Liga. Zu Beginn der Spielzeit 2008/09 wechselte er zum HC Košice und war zunächst für dessen U20-Mannschaft vorgesehen. Hudáček erkämpfte sich jedoch einen Platz im Extraliga-Kader des HC Košice und trug mit sehr guten Leistungen zum Gewinn der Slowakischen Meisterschaft seiner Mannschaft bei. In den folgenden beiden Spieljahren wiederholte er diesen Erfolg mit Košice, wobei er in allen drei Meisterjahren in das All-Star Team der Extraliga gewählt wurde. Am Ende der Saison 2010/11 wies er zudem die höchste Fangquote und geringsten Gegentorschnitt der Liga auf.

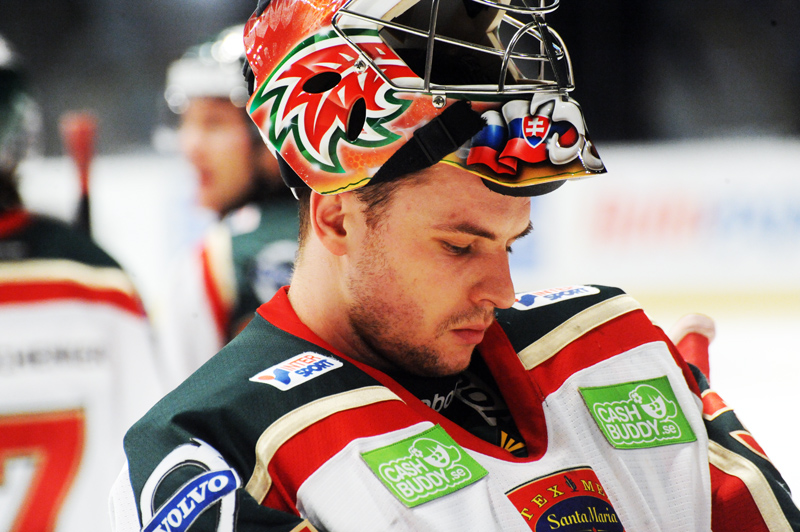
Hudáček im Trikot des Frölunda HC (2013)

Zur Saison 2011/12 wechselte Hudáček zum Södertälje SK in der HockeyAllsvenskan, der zweiten schwedischen Spielklasse, und stand dort ein Jahr unter Vertrag, ehe er im Sommer 2012 zum Frölunda HC in die Elitserien ging. Im April 2013 wurde der Slowake vom HK Sibir Nowosibirsk aus der Kontinentalen Hockey-Liga (KHL) verpflichtet, absolvierte jedoch nur eine Pflichtspiel für Sibir in der KHL. Im September 2013 wurde mit Mikko Koskinen ein weiterer Torhüter verpflichtet und Hudáček entlassen. Anschließend war er vereinslos und wurde erst im November desselben Jahres vom HC Pardubice aus der tschechischen Extraliga unter Vertrag genommen und absolvierte bis Saisonende noch 38 Partien für Pardubice. Anschließend wechselte er zum Örebro HK in die Svenska Hockeyligan (SHL) und gehörte in den folgenden drei Jahren zu den statistisch besten Torhütern der Liga. Im Frühjahr 2015 wurde er bei den SHL-Awards als Torhüter des Jahres (Årets Målvakt) und wertvollster Spieler ausgezeichnet und wies mit 93,0 % die beste Fangquote aller Torhüter der Liga auf.
Im Frühjahr 2017 wurde der Torhüter von Sewerstal Tscherepowez aus der KHL unter Vertrag genommen, wechselte allerdings nach nur einer Saison im Sommer 2018 zum Ligakonkurrenten HK Spartak Moskau. Dort war der slowakische Schlussmann insgesamt drei Spielzeiten lang aktiv, ehe erneut innerhalb der KHL ein Wechsel erfolgte. Nachdem er ab Sommer 2021 vereinslos gewesen war, schloss er sich Mitte November 2021 dem lettischen Hauptstadtklub Dinamo Riga an. Nach 14 Einsätzen wechselte er Ende Januar 2022 erneut, als er vom HC Sparta Prag aus der tschechischen Extraliga verpflichtet wurde. Mit dem Klub aus der tschechischen Hauptstadt wurde er Vizemeister. Zur Saison 2022/23 folgte die abermalige Rückkehr in die KHL, wo er ein Jahr das Tor des kasachischen Teilnehmers Barys Astana hütete.
Im Anschluss blieb Hudáček bis zum Jahresanfang 2024 wieder ohne Arbeitgeber und schloss sich erst Anfang Januar den Rytíři Kladno aus der tschechischen Extraliga an. Ohne Einsatz wurde sein Vertrag jedoch nach wenigen Tagen wieder aufgelöst, sodass der Torwart umgehend zu den Löwen Frankfurt in die Deutsche Eishockey Liga (DEL) wechselte. Dort übernahm er gleich den Posten des Stammtorwarts. Das Beschäftigungsverhältnis wurde jedoch nicht über das Ende der Spielzeit 2023/24 fortgeführt. Im Oktober 2024 reagierte schließlich Ligakonkurrent Kölner Haie mit der Verpflichtung des Slowaken auf die Verletzung des etatmäßigen Schlussmanns Tobias Ančička. Mit den Haien wurde Hudáček im Frühjahr 2025 Vizemeister. Sein auslaufender Vertrag wurde in der Folge aber nicht verlängert. Für die Saison 2025/26 unterschrieb er daraufhin einen Einjahresvertrag beim Aufsteiger Dresdner Eislöwen.

### International
Für die slowakische U20-Auswahl nahm Hudáček an der U20-Junioren-Weltmeisterschaft 2008 teil, bei der er mit seiner Mannschaft den siebten Platz belegte. Als Stammtorwart der Slowaken bestritt er sechs Turnierspiele.
Ab 2010 gehörte der Torhüter regelmäßig zum Kader der slowakischen A-Nationalmannschaft und war ab 2012 jeweils Teil des Nationalkaders bei den Weltmeisterschaften. Bei den Weltmeisterschaften 2016, 2017 und 2021 war er jeweils Stammtorhüter der Slowaken, nachdem er zwischen 2012 und 2014 als dritter Mann im Kader ohne Einsatz geblieben und 2015 als Ersatzmann von Ján Laco zwei Spiele bestritten hatte. Lediglich bei der Weltmeisterschaft 2012 gewann er mit Silber eine Medaille. Zudem platzierten schafften die Slowaken zweimal den Sprung ins Viertelfinale.

## Erfolge und Auszeichnungen
| - 2009 Slowakischer Meister mit dem HC Košice - 2009 Extraliga All-Star Team - 2010 Slowakischer Meister mit dem HC Košice - 2010 Extraliga All-Star Team - 2011 Slowakischer Meister mit dem HC Košice - 2011 Extraliga All-Star Team - 2011 Höchste Fangquote und geringster Gegentorschnitt der Extraliga-Hauptrunde - 2015 Wertvollster Spieler der Svenska Hockeyligan | - 2015 Torhüter des Jahres der Svenska Hockeyligan - 2015 Höchste Fangquote der Svenska-Hockeyligan-Hauptrunde - 2016 Cena Vladimíra Dzurillu - 2018 Teilnahme am KHL All-Star Game - 2019 Teilnahme am KHL All-Star Game - 2020 Teilnahme am KHL All-Star Game - 2022 Tschechischer Vizemeister mit dem HC Sparta Prag - 2025 Deutscher Vizemeister mit den Kölner Haien |

### International
- 2012 Silbermedaille bei der Weltmeisterschaft

## Karrierestatistik

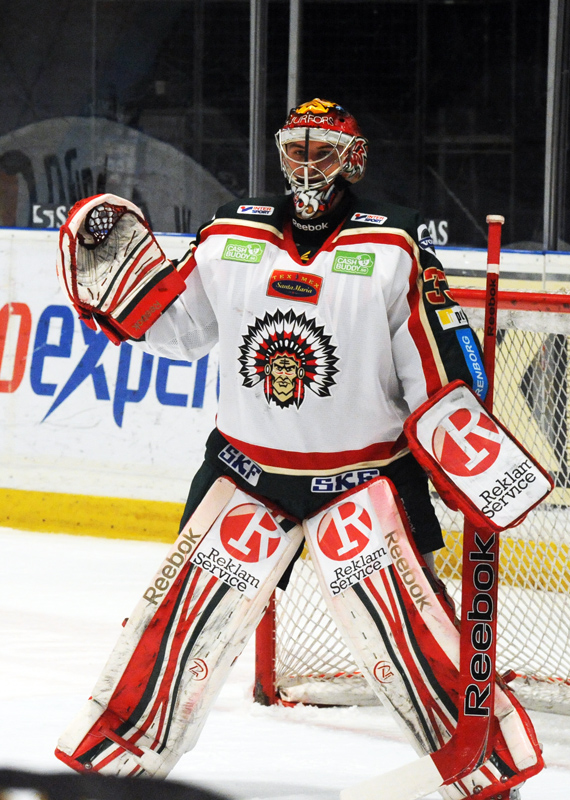
Hudáček im Tor des Frölunda HC (2013)

Stand: Ende der Saison 2024/25

### International
Vertrat die Slowakei bei:
| - U20-Junioren-Weltmeisterschaft 2008 - Weltmeisterschaft 2012 - Weltmeisterschaft 2013 - Weltmeisterschaft 2014 | - Weltmeisterschaft 2015 - Weltmeisterschaft 2016 - Weltmeisterschaft 2017 - Weltmeisterschaft 2021 |

(Legende zur Torhüterstatistik: GP oder Sp = Spiele insgesamt; W oder S = Siege; L oder N = Niederlagen; T oder U oder OT = Unentschieden oder Overtime- bzw. Shootout-Niederlage; Min. = Minuten; SOG oder SaT = Schüsse aufs Tor; GA oder GT = Gegentore; SO = Shutouts; GAA oder GTS = Gegentorschnitt; Sv% oder SVS% = Fangquote; EN = Empty Net Goal; 1 Play-downs/Relegation; Kursiv: Statistik nicht vollständig)